# ناحیه هوتون، میشیگان
ناحیه هوتون (به انگلیسی: Houghton Township) یک منطقهٔ مسکونی در ایالات متحده آمریکا است که در Keweenaw County واقع شده‌است.
 ناحیه هوتون  ۸۲ نفر جمعیت دارد و ۱۹۲ متر بالاتر از سطح دریا واقع شده‌است.